# Choqa Elahi
Pour les articles homonymes, voir Elahi.
Choqa Elahi (en persan : چقاالهي romanisé en Choqā Elāhī et en Cheqā Elāhī et également connu sous les noms de Cheqālahī, Cheqālā ī, et de Chellai) est un village de la province de Kermanshah en Iran. Lors du recensement de 2006, sa population était de 125 habitants répartis dans 33 familles.